# Tundža
Tundža (bolgarsko Тунджа, turško Tunca, grško Τόνζος) je reka v Bolgariji in Turčiji (v antiki znana kot Tonsus) in najpomembnejši pritok Marice, ki se izliva v na turškem ozemlju blizu Odrina.
Reka izvira v osrednjih delih Stare planine severno od Kaloferja, sprva teče proti vzhodu, nato pa pred Jambolom ostro zavije proti jugu, v kateri smeri teče, dokler ne doseže Marice. Dolžina Tundže je približno 365 km, od tega 328 km na bolgarskem ozemlju (vključno z mejo). Ima približno 50 pritokov, od katerih so pomembnejši Močurica, Popovska in Sinapovska.

## Potek
Reka Tundža izvira na 2083 m nadmorske višine pod imenom Selska reka, 250 m južno od vrha Juruška grada (2136 m) v Kaloferski planini Stare planine. Pri mestu Kalofer teče proti jugu v globoko vrezani dolini s strmimi pobočji in velikim vzdolžnim naklonom. Njen prečni profil je v dnu doline širok okoli 50–60 m. Struga je kamnita in prodnata. Hitrost vodnega toka je velika – 1,5–2 m/s.
V Kaloferju se reka obrne proti vzhodu in pri kaloferski postaji vstopi od zahoda v Kazanlaško polje, njena dolina pa se razširi in doseže 3–4 km pri vasi Aleksandrovo, nato pa se zoži na 1 km. Njen prečni profil je trapezoiden s strmimi desnimi pobočji, saj se na tem delu Tundža priliva bližje severnim pobočjem Sarnene Sredne gore. Dela šibke meandre, njena struga je široka 20–25 m, dno je iz grobega peska in drobnega proda, globina okoli 0,7 m, hitrost toka 1–1,5 m/s in vzdolžni naklon okoli 1,5 ‰.
Med vasema Viden in Buzovgrad se dolina Tundže močno zoži in na območju vasi Koprinka doseže nekaj deset metrov in ni naključje, da je bila tam zgrajena jezovna stena jezu Koprinka, nato pa se ponovno razširi na približno 1 km. Na tem delu je struga široka okoli 28–30 m, hitrost toka je 1 m/s, dno pa je pokrito s peskom, grobim prodom.
Za Buzovgradom postane dolina reke zelo široka in ponekod doseže 5–7 km. Prečni profil ostaja trapezast in ta značaj ostane do mesta Nikolaevo, kjer vstopi v sotesko Meždeniš. Na tem opisanem odseku reka naredi močno ukrivljene meandre, zlasti na območju med vasema Jagoda in Zimnica, ponekod se razdeli na rokave, povprečni naklon pa je približno 1,5 ‰.
V soteski Meždeniš (med grebenom Meždenik na severu in Sarneno Sredno goro na jugu, dolga približno 45 km) se prečni profil doline Tundže močno zoži, ponekod do 60–100 m, kjer je v najožjem delu jezovna stena jezu Žrebčevo. Po jezu in dveh manjših dolinskih razširitvah do 500–800 m dela reka močno ukrivljene meandre, povprečni naklon na tem delu je 1,7 ‰.
Pri vasi Binkos Tundža zapusti sotesko in vstopi na Slivensko polje, kjer teče približno 70 km. Njena dolina postane široka 2–3 km, njen vzdolžni naklon pade na 1,0 ‰. Tu se meandri povečajo, pojavijo se razcepi, rokavi in mrtvice (opuščene struge). V vzhodnem delu Slivenskega polja njegova dolina doseže in ponekod preseže 7 km.
Jugovzhodno od vasi Želju Voivoda se reka obrne proti jugu in ohranja svojo splošno smer do izliva. Pred mestom Jambol gre Tundža skozi kratko in široko sotesko, na levi dobi svoj največji pritok, reko Močurica, v mestu pa se od nje na desni loči velik krak. Po Jambolu reka vstopi na Jambolsko polje. Njena dolina je tukaj zelo široka, 10–40 km, neizrazita z največ meandri vzdolž celotnega toka. Na območju vasi Konevec se Tundža prebija skozi ozek in nizek hrib Balaar kajak in vstopi na podolgovato Elhovsko polje. Širina struge na tem delu je do 40–50 m s povprečno globino 1–1,5 m. Bregovi so nizki, poševni, porasli z vrbovjem. Dno je peščeno, na območju kratke soteske pa iz velikega in majhnega proda. Naklon je 0,7 ‰.
Za vasjo Knjaževo Tundža vstopi v dolgo in slikovito sotesko Srema med goro Sakar na zahodu in Derventskim višavjem na vzhodu. Soteska je ozka, 100 – 200 m, s strmimi in golimi pobočji, s kamnito in neravno strugo. Med vasema Srem in Ustrem ter majhno razširitev 0,8 – 1 km, po kateri do izhoda iz Bolgarije spet postane ozka z izkrčenimi pobočji in ponekod skoraj kanjonska. Tu je širina vodotoka okoli 60 m, povprečna globina pa 1 – 2 m.
Vzhodno od vasi Matočina Tundža zapusti meje Bolgarije in vstopi v Turčijo. Pred tem poteka odsek državne meje med Bolgarijo in Turčijo približno 10 km vzdolž reke. Z leve se izliva v reko Marico na 32 m nadmorske višine v bližini mesta Odrin.

## Gospodarski pomen
V porečju reke Tundže je bilo zgrajenih 264 jezov s skupno prostornino 372,2 milijona m³, od katerih sta glavna ob glavni reki Koprinka in Žrebčevo. Gre za kompleksno pomembne pregrade, ki so nujne za namakanje ogromnih kmetijskih površin ter nujne za uravnavanje odtoka in dinamike vodnih količin v srednjem in spodnjem toku. Manjši del njihove vode porabijo tudi za proizvodnjo električne energije.
Skupna letna količina vode, ki preteče skozi reko, je 1265,8 milijona m³, od tega se 245,1 milijona m³ porabi za gospodarske potrebe (namakanje, gospodinjska in industrijska oskrba z vodo, elektrika itd.). 56,1 milijona m³ vode Tundže se prenese v porečje Marice za proizvodnjo električne energije, za industrijsko oskrbo z vodo in namakanje ter na severu skozi Staro planino, v porečju reke Jantra - za pitno in gospodinjsko oskrbo z vodo v mestu Trjavna.
Rečna dolina je že od nekdaj pomemben prometni koridor od zahoda proti vzhodu v zgornjem in srednjem toku ter od severa proti jugu v srednjem in spodnjem toku. Po rečni dolini potekata odseka dveh cest prvega reda iz državnega cestnega omrežja Bolgarije:
- Odsek ceste št. 6 (evropski koridor E871) Gjueševo–Sofija–Sliven–Burgas poteka vzdolž 116,2 km odseka od Kaloferja do Slivena;
- Na odseku 36,6 km od vasi Okop do vasi Granitovo poteka odsek ceste št. 7 Silistra–Šumen–Jambol–mejni prehod Lesovo.

Del trase železniške proge Sofija–Burgas poteka po dolini reke od Kaloferja do Slivena.
Gozdovi v porečju Tundže zavzemajo 2613 km², kar je 33 % celotne površine porečja. Gozdnatost v zgornjem delu porečja (do Slivena) je 56 %, v srednjem in spodnjem delu pa 44 %. Bukovi gozdovi tvorijo neprekinjen pas v visokogorju Stare planine. V preostalih delih porečja so gozdne združbe predstavljene predvsem z nizkimi hrastovimi gozdovi, obrečnimi formacijami topolov in vrb. Največji celinski dolgi gozdovi v Bolgariji so ohranjeni v regiji Elhovo.

## Poimenovanje po Tundži
Po reki Tundža je poimenovan Ledenik Tundža na otoku Livingston v Južnih Shetlandskih otokih ob Antarktiki.